# Cupa României 1974/75
Der Cupa României in der Saison 1974/75 war das 37. Turnier um den rumänischen Fußballpokal. Sieger wurde zum neunten Mal Zweitligist Rapid Bukarest, das sich im Finale am 12. Juli 1975 gegen Universitatea Craiova durchsetzen konnte. Dadurch qualifizierte sich Rapid für den Europapokal der Pokalsieger. Titelverteidiger Jiul Petroșani war im Achtelfinale gegen den neuen Titelträger ausgeschieden.

## Modus
Die Klubs der Divizia A stiegen erst in der Runde der letzten 32 Mannschaften ein. Ab dem Achtelfinale wurden alle Spiele – abgesehen vom Finale, das traditionell in Bukarest stattfand – auf neutralem Platz ausgetragen. Es wurde jeweils nur eine Partie ausgetragen. Stand diese nach 90 Minuten unentschieden, folgte eine Verlängerung von 30 Minuten. Falls danach noch immer keine Entscheidung gefallen war, wurde diese im Elfmeterschießen herbeigeführt.

## Sechzehntelfinale
| Datum             |                                | Ergebnis              |                       |
| ----------------- | ------------------------------ | --------------------- | --------------------- |
| 13. November 1974 | Viitorul Aluniș                | 2:4                   | Bihoreana Marghita    |
|                   | Constructorul Bistrița         | 0:2                   | UTA Arad              |
|                   | CS Botoșani                    | 1:0                   | Chimia Găești         |
|                   | Progresul Brăila               | 1:0                   | Olimpia Satu Mare     |
|                   | Rapid Bukarest                 | 2:1                   | Dinamo Bukarest       |
|                   | Sportul Studențesc             | 0:2                   | Politehnica Timișoara |
|                   | Industria Sârmei Câmpia Turzii | 1:1 n. V. (4:5 i. E.) | Steagul Roșu Brașov   |
|                   | Universitatea Cluj             | 5:1                   | FC Argeș Pitești      |
|                   | Energia Onești                 | 1:3                   | Universitatea Craiova |
|                   | Olimpia Giurgiu                | 0:2                   | Jiul Petroșani        |
|                   | Știința Petroșani              | 1:0                   | FC Galați             |
|                   | Ceahlăul Piatra Neamț          | 2:0                   | Politehnica Iași      |
|                   | Rapid Piatra Olt               | 2:6                   | Steaua Bukarest       |
|                   | CSM Reșița                     | 1:0                   | Chimia Râmnicu Vâlcea |
|                   | Gloria Reșița                  | 0:3                   | CFR Cluj              |
|                   | AS Armata Târgu Mureș          | 2:1 n. V.             | FC Constanța          |

## Achtelfinale
| Datum             |                       | Ergebnis              |                    | Ort       |
| ----------------- | --------------------- | --------------------- | ------------------ | --------- |
| 27. November 1974 | Rapid Bukarest        | 1:0                   | Jiul Petroșani     | Brașov    |
|                   | CSM Reșița            | 5:3                   | Progresul Brăila   | Bukarest  |
|                   | Politehnica Timișoara | 0:0 n. V. (5:4 i. E.) | Steaua Bukarest    | Deva      |
|                   | Steagul Roșu Brașov   | 2:0                   | CFR Cluj           | Mediaș    |
|                   | Ceahlăul Piatra Neamț | 2:1 n. V.             | Bihoreana Marghita | Reghin    |
|                   | Universitatea Cluj    | 1:0                   | Știința Petroșani  | Sibiu     |
|                   | AS Armata Târgu Mureș | 3:1                   | CS Botoșani        | Suceava   |
|                   | Universitatea Craiova | 1:0                   | UTA Arad           | Timișoara |

## Viertelfinale
| Datum             |                       | Ergebnis  |                       | Ort       |
| ----------------- | --------------------- | --------- | --------------------- | --------- |
| 11. Dezember 1974 | AS Armata Târgu Mureș | 1:0 n. V. | CSM Reșița            | Bukarest  |
|                   | Rapid Bukarest        | 1:0       | Ceahlăul Piatra Neamț | Buzău     |
|                   | Steaua Bukarest       | 5:4 n. V. | Steagul Roșu Brașov   | Pitești   |
|                   | Universitatea Craiova | 5:1       | Universitatea Cluj    | Timișoara |

## Halbfinale
| Datum         |                       | Ergebnis              |                       | Ort      |
| ------------- | --------------------- | --------------------- | --------------------- | -------- |
| 25. Juni 1975 | Rapid Bukarest        | 1:1 n. V. (6:5 i. E.) | Steaua Bukarest       | Bukarest |
|               | Universitatea Craiova | 1:1 n. V. (4:2 i. E.) | AS Armata Târgu Mureș | Ploiești |

## Finale
| Paarung               | Rapid Bukarest – Universitatea Craiova |
| Ergebnis              | 2:1 n. V. (1:1, 0:0) |
| Datum                 | 12. Juli 1975 |
| Stadion               | Stadionul 23 August, Bukarest |
| Zuschauer             | 30.000 |
| Schiedsrichter        | Nicolae Rainea (Bârlad) |
| Tore                  | 0:1 Ion Oblemenco (54.) 1:1 Nicolae Manea (70.) 2:1 Nicolae Manea (100.) |
| Rapid Bukarest        | Marian Ioniță, Ion Pop, Alexandru Grigoraș, Florin Marin, Octavian Niță, Iordan Angelescu (46. Mircea Savu), Stelian Marin (58. Marinel Rășniță), Gabriel Petcu, Gheorghe Iordan, Alexandru Neagu, Nicolae Manea Cheftrainer: Ion Motroc                            |
| Universitatea Craiova | Marius Purcaru, Victor Niculescu, Alexandru Boc, Petre Deselnicu, Cornel Berneanu, Costică Ștefănescu (92. Lucian Strâmbeanu), Grigore Ciupitu, Ilie Balaci, Zoltan Crișan, Ion Oblemenco, Teodor Țarălungă (66. Nicolae Negrilă) Cheftrainer: Constantin Cernăianu |